# Professional Graphics Controller

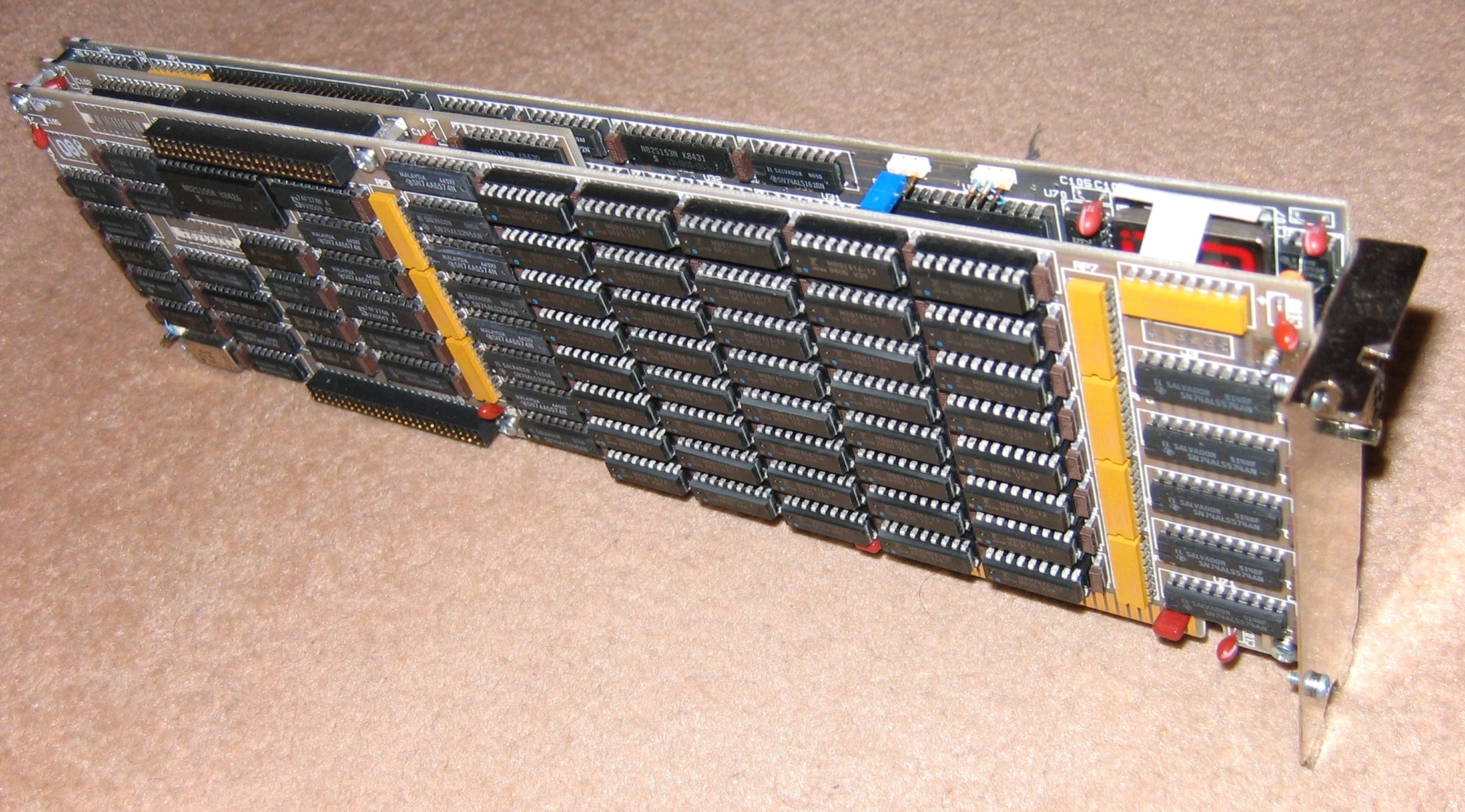
Карта PGC

Professional Graphics Controller — графическая карта, производившаяся IBM для компьютеров IBM PC/XT. Она была весьма технически совершенной для своего времени, имея как 2D, так и 3D графические акселераторы, предназначенные в первую очередь для CAD-приложений. Состоящая из трёх соединённых печатных плат, она несла на борту свои процессор и память.
Представленная в 1984 году и снятая с производства в 1987 году, Professional Graphics Controller (так же называемая «Professional Graphics Adapter» и иногда «Professional Graphics Array») предлагала несколько большее графическое разрешение и глубину цвета, чем EGA — до 640×480 пикселей и 256 цветов (из палитры в 4096 цветов) при 60 Гц. На карте было расположено 320 КБ ОЗУ, микропроцессор и ПЗУ, что позволяло иметь аппаратную поддержку обработки трёхмерной графики. Карта никогда не была предназначена для широкого круга пользователей при цене 4290 долларов США.
Карта состояла из трёх печатных плат, занимающих два разъёма на материнской плате XT или AT. На одной из плат был расположен микропроцессор Intel 8088 (на частоте 8 МГц), чипы поддержки процессора, программируемый таймер, цифро-аналоговый преобразователь видео, ПЗУ (64 КиБ) и видеовыход. Две другие платы занимало в основном ОЗУ — 40 64-килобитных чипов DRAM, а также микросхемы регенерации ОЗУ и тактовый генератор. Передача команд процессору видеокарты осуществлялась через буфер обмена размером 1 Кбайт, размещённый в ОЗУ карты.
Кроме своего графического режима, карта поддерживала все текстовые и графические режимы CGA с некоторыми изменениями:
- текстовой режим 80×25 имел разрешение 640×400 и использовал шрифт 8x14 при знакоместе 8x16.
- Недокументированный графический видеорежим CGA 160×100 не работал.
- Кроме того, в режиме эмулирования CGA регистры палитры PGC были недоступны.